# A17 (Italië)
De A17 of Autostrada 17 was een Italiaanse snelweg die niet meer voorkomt in het Italiaanse wegennet. De weg liep tussen Napels en Bari.
Door het aanleggen van de A14 tussen Bologna en Taranto werd de A17 in zijn geheel opgeheven en is nu onderdeel van de A16 tussen Napels en Canosa di Puglia en van de A14 tussen Bologna en Taranto.